# Croix de cimetière de Saint-Grégoire (Ille-et-Vilaine)
La croix de cimetière de Saint-Grégoire est une croix monumentale située devant l'église de Saint-Grégoire, dans le département français d'Ille-et-Vilaine, région Bretagne.

## Historique
La croix date du XVe siècle et fait l’objet d’une inscription au titre des monuments historiques depuis le 25 février 1946.

## Architecture

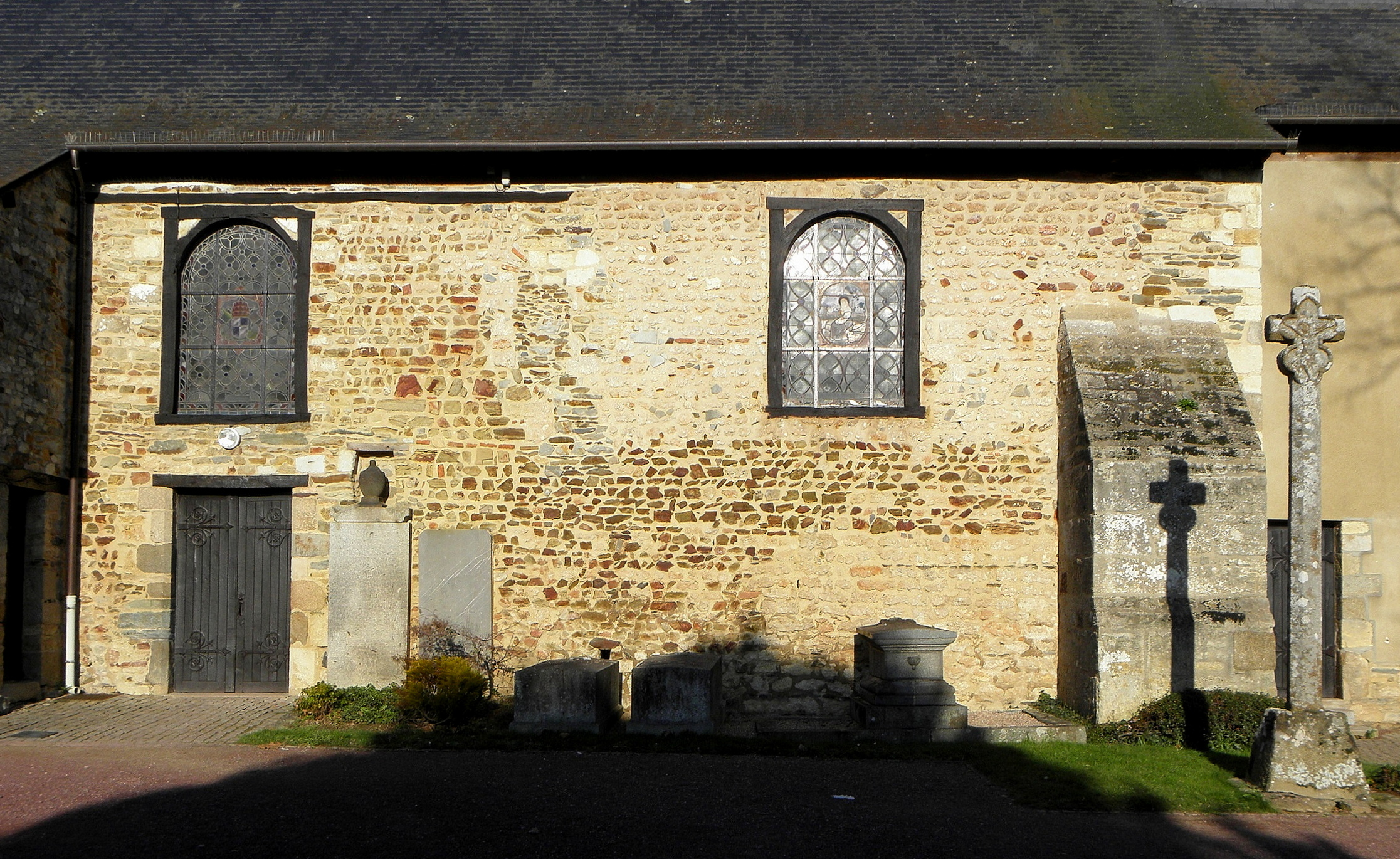
Façade de l’église, la croix se trouve à droite.

Cette croix de granit est octogonale. Elle porte un Christ en croix sculpté, inscrit dans deux trilobes opposés.